# Smicridea argentina
Smicridea argentina är en nattsländeart som först beskrevs av Luisa Eugenia Navas 1918.  Smicridea argentina ingår i släktet Smicridea och familjen ryssjenattsländor. Inga underarter finns listade i Catalogue of Life.